# Puhoi, Ialoveni
Puhoi este un sat din raionul Ialoveni, Republica Moldova. Se învecinează cu satele Țipala, Budăi, Văratic, Geamăna și Chetrosu.

## Așezare
Satul Puhoi este situat în partea centrală a Republicii Moldova și în partea de sud-est a raionului Ialoveni, la o depărtare de 33 km de capitala republicii, orașul Chișinău și la aproximativ 15 km de calea ferată Mereni.
Din punct de vedere istoric, comuna Puhoi a fost înființată în 1469 și ocupă o suprafață de 4552 ha pământ. După datele ultimului recensământ în sat locuiesc aproximativ 5.562 loc.
La nord satul este delimitat de teritoriul satului Chetrosu, la sud de teritoriul comunei Gangura, la est - Văratic și la vest de satul Țipala.
Poziția fizico-geografică a comunei Puhoi este foarte avantajoasă, relieful de câmpie, clima temperat continentală blândă, solurile fertile de cernoziom au favorizat din cele mai vechi timpuri popularea și valorificarea acestui teritoriu.
Poziția economico-geografică a comunei Puhoi are următoarele particularități:
- Distanță de 35 km de orașul Chișinău.
- Teritoriul este traversat de căi de transport de o mare importanță economică.[necesită citare]

## Istoric
Toponimia cuvântului Puhoi înseamnă torent mare de apă, format din rezultatul ploilor sau al topirii zăpezilor. Conform datelor teritoriul satului reprezintă o regiune de deal. Sunt cunoscute denumirile acestor dealuri: Hârtopul Lupuil, Grădina Baltag, Valea Tighiaiei, Stoian, Bârihoi care indică diferite regiuni ale satului și desigur fiecare din aceste regiuni își are istoria ei. Se presupunea că anul întemeierii satului Puhoi este 1469, căci anume acest an figura în documentul prin care Ștefan cel Mare ar fi dat satul Puhoi unor slugi ale sale: Nicolaie Matosgada și Hegașu Melciul- postelnic la curtea voievodului.
Dar Bogdan I. în culegerea „Documente false atribuite lui Ștefan cel Mare” demonstrează că acest document este un fals. Alt document care privește satul Puhoi îl găsim „Documente privitoare la târgul și ținutul Lăpușnei” al lui Aurel Sava este o jalbă cu data de 7 august 1828 semnată de boierul Constantin Stoianov în care se spune „… când pe vremile acelea cu 30 ani pe aceste moșii a fost sat tătăresc…”
Într-un alt document al lui Aurel Sava se conține o jalbă cu data de 12 septembrie 1828 a răzeșilor din satul Puhoi care afirmă că „… moșia umblă în trii bătrâni, adică cel întâiu Alieru și al doilea Ojog și al treilea Albu și așa cu această rânduială din vechimi au stăpânit strămoșii noștri până acum cei mai de pe urmă nepoți și strănepoți”. În adresarea lor către guvernatorul Basarabiei din 19 martie 1827, răzeșii din sat menționează că moșia satului Puhoi avea 900 stânjeni în lățime și 4000 stânjeni în lungime și mai că mai mult de 200 ani este împărțită în trei bătrâni a câte 300 stânjeni fiecare.
În anul 1817 în localitate este ridicată o biserică cu hramul Sf. Nicolae.
Zamfir Arbore, în Dicționarul geografic al Basarabiei menționează:
„Puhoiul, sat în ținutul Bender, volostea Căinari, așezat pe pârâul Puhoiului, care se varsă în râul Botna, mai jos de satul Gangura. Are 402 case, cu o populație de 2.288 suflete, țărani români; două școli elementare rusești; 461 vite mari.”

## Geografia

### Relieful
Particularitățile generale
Teritoriul satului din punct de vedere geomorfologic face parte din Câmpia Moldovei de Sud, iar din punct de vedere fizico- geografic face parte din Câmpia Nistrului Inferior. 
Relieful contemporan a început a se forma în pliocenul inferior și s-a încheiat în cuaternar în urma proceselor erozional acumulative. Procesele de formare a reliefului au început în pliocenul inferior în condițiile de coborâre lentă a teritoriului. Râul Nistru, străbătând acest teritoriu și-a format valea sa și terasele care s-au păstrat și până în prezent sub forma unor dealuri relicte în apropierea satului.
La sfârșitul pliocenului superior a avut loc statornicirea teritoriului și râul Puhoi și-a început procesul de formare a văii sale. Relieful continuă să se formeze și în prezent. Formele principale de relief cu altitudini mai mari au apărut în urma mișcărilor tectonice de ridicare mai intensivă. Teritoriul satului se ridică cu 2–4 mm anual.
Din punct de vedere orografic, satul face parte din Platoul Moldovenesc în care se încadrează morfostructura locală a Puhoiului (Bâcului). Această morfostructură se încadrează între râul Nistru-Botna, se limitează la nord de fractura Vadul lui Vodă și la sud-est de fractura Botna. Această morfostructură locală reprezintă suprafața de dezvoltare de mai departe a vechilor terase ale Nistrului. Cele mai mari altitudini din acest raion geomorfologic se găsesc în apropierea satului Puhoi. Acestea reprezintă niște dealuri relicte care au rămas în urma formelor mai vechi de relief, care în comparație cu altele s-au păstrat nu numai în straturile inferioare și cele superioare ale «stratului de baltă». În apropierea satului, grosimea stratului de baltă atinge 15 m. Aceste dealuri au altitudinea maximă de 234 m. Cu toate că altitudinile predominante ale câmpiei nu sunt mari, relieful este variat, fragmentat, complicat. El este reprezentat prin forme principale de relief: platouri, coline brăzdate de numeroase ravene, vâlcele, văi. Colinele sunt o prelungire a Colinelor Codrilor, spre sud-est, altitudinile scad, culmile lor devin mai largi, versanții mai puțin abrupți. Altitudinile scad în direcția sud și sud est de la 234 m până la 60 m în valea râului. Predomină altitudinile de 120–200 m. Lungimea medie a versanților depășește 1.100 m, relieful fragmentat se caracterizează prin alternarea dealurilor cu văi largi ale râurilor și predominarea pantelor cu diferite înclinații și expoziții.

### Eroziune
Cel mai mare rol în formarea reliefului contemporan al satului îi revine eroziunii. Eroziunea se manifestă foarte intens pe versanții vâlcelelor, văilor, dealurilor. Ea apare sub două forme: de suprafață și de adâncime. Eroziunea de suprafață este răspândită acolo unde relieful are altitudini mari și este mai fragmentat. Ea se dezvoltă și pe câmpiile fragmentate constituite din roci, argilo- nisipoase. Pe teritoriul satului eroziunea de suprafață – 3,2 km / km.
Eroziunea de adâncime contribuie la constituirea unor forme de relief negative, cum sunt: ravenele, vâlcelele. Eroziunea liniară pe teritoriul satului reprezintă 173–180 m.
Ravenele s-au format ca rezultat al torentelor de apă cauzate de ploile torențiale și de topirea zăpezilor. Ele se întâlnesc pe întreg teritoriul, însă mai frecvent pe teritoriile cu altitudini mari, cu versanți abrupți, constituiți din depozite argilo-nisipoase și loessoidale. Paralel cu procesele naturale, la formarea ravenelor contribuie esențial și factorul antropic. densitatea ravenelor este de 1,5 km/ km. Numărul de ravene la 10 km este de 3-10 și este o regiune unde se dezvoltă mai puțin ravenele față de regiunea centrală a Moldovei. În această regiune cele mai multe ravene (41,7 %) se înregistrează la altitudinea de 80–120 m, care corespunde hipsometric cu suprafața straturilor ale sarmațianului mediu. Cele mai puține ravene (5,7 %) se înregistreze la altitudinea de 180–220 m. Ravenele au diferite dimensiuni: de la câțiva zeci de metri până la sute de metri lungime, adâncimea lor variind de la 3–5 m până la 10–20 m, ravenele cele mai lungi se dezvoltă pe talvegurile văilor și vâlcelelor. Ravenele aduc în fiecare an pagube enorme economiei satului, în primul rând agriculturii. În urma formării și dezvoltării rețelei de ravene anual se distrug și ies din întrebuințare multe ha de pământuri fertile.
Vâlcelele s-au format în urma acțiunii torentelor de apă curgătoare temporare și permanente. Ele reprezintă niște forme erozionale de relief mai vechi și de dimensiuni mai mari. În limitele satului densitatea vâlcelelor este medie, ele au lungime mare și sunt mai puțin adânci, cu versanți domoli.
Valea râului Puhoi s-a format în urma acțiunii torentului de apă curgătoare permanent. Valea sa s-a format în depozitele argilo- nisipoase și de aceea lunca este bine exprimată cu versanți domoli. Debitul mic de apă a râulețului transportă o cantitate mică de material aluvial, de aceea terasele sunt slab evidențiate în relief. Debitul apei depinde de climă, în anii ploioși când debitul crește râulețul transportă mult material aluvial și formarea teraselor are loc mai intens. Terasele râulețului se deosebesc de terasele râurilor mari atât după litologie cât și după mărime. La formarea teraselor contribuie materialul local de aceea o mare importanță o au procesele denudaționale. Este de menționat că slaba dezvoltare a teraselor favorizează dezvoltarea rapidă a ravenelor, vâlcelelor. 
Satul Puhoi este situat în zona temperată a globului, cu o climă de tranziție de la temperat oceanică la acea temperat continentală.

## Factorii climatogeni
Clima se formează sub influența a trei categorii de factori: radiativi, dinamici, fizico-geografici.
Teritoriul satului este străbătut de râulețul Puhoi, care este afluent de stânga al râului Botna (bazinul Nistrului). Lungimea râulețului este de 16 km, suprafața bazinului 58,8 m². Izvorăște din partea de nord a satului la altitudinea de 233 m cu direcția de scurgere spre sud-est și se varsă în râul Botna în apropierea satului Căinari. Înălțimea versanților pe unele sectoare ajunge până la 4 m, dar în general adâncimea lor este mică. Versanții râulețului sunt slab dezvoltați. Râulețul formează o vale sub forma de Y moderat întortocheată cu o luncă pe unele sectoare bine dezvoltată. La ieșirea din sat se formează o luncă largă și se varsă într-o serie de barine artificiale. O bună parte din lunca râului reprezintă vatra satului. Cele mai mari niveluri ale apei se înregistrează primăvara când se topesc zăpezile. Vara nivelul apei scade datorită evaporării, iar după timpurile ploioase se înregistrează o creștere a nivelului apei, dar pe o perioadă scurtă. Iarna, odată cu prezența gerurilor râulețul îngheață. Toamna și iarna, în legătură cu reducerea precipitațiilor atmosferice care au parțial formă de zăpadă, nivelul apelor scade simțitor.

## Populația
Dacă e să vorbim despre primii locuitori ai satului apoi aceștia au fost răzeși moldoveni. Cât privește familiile concrete care populează vatra, am întâlnit obstacole serioase la identificarea lor. Pe parcursul perioadei (1950-2006) numărul populației a sporit de la 3000 la 5560. Valoarea maximă a numărului de locuitori în această perioadă a fost în anul 1991, începând cu 1992 numărul populației se află în descreștere, fapt ce este cauzat de diminuarea continuă a sporului natural și prezența unui sold migrator negativ.
Structura pe vârste și pe sexe a populației.
La ora actuală în structura pe vârste a populației se observă o tendință de reducere a numărului populației în vârstă sub 16 ani și o sporire a indicelui respectiv al populației mature. Conform datelor din 2006 în satul Puhoi erau persoanele cu vârste cuprinse între 0-15 ani – 1478 persoane; cu vârste cuprinse între 16-61 ani – 1464 persoane, și peste 62 ani – 860 persoane. Actualmente datorită scăderii ratei natalității și în primul rând a migrației populației tinere din sat la oraș are loc procesul de îmbătrânire a populației din sat.
| Etnie     | Locuitori | Procentaj |
| --------- | --------- | --------- |
| moldoveni | 5.423     | 97,85     |
| români    | 70        | 1,26      |
| ucraineni | 16        | 0,29      |
| ruși      | 11        | 0,2       |
| țigani    | 9         | 0,16      |
| găgăuzi   | 7         | 0,13      |
| polonezi  | 1         | 0,02      |
| bulgari   | 1         | 0,02      |
| Alții     | 4         |           |
| Total     | 5.542     | 100%      |

## Administrație și politică
Componența Consiliului local Puhoi (13 consilieri), ales la 5 noiembrie 2023, este următoarea:
|  | Partid                                        | Consilieri | Componență | Componență | Componență | Componență | Componență | Componență | Componență | Componență |
|  | --------------------------------------------- | ---------- | ---------- | ---------- | ---------- | ---------- | ---------- | ---------- | ---------- | ---------- |
|  | Partidul Acțiune și Solidaritate              | 8          |            |            |            |            |            |            |            |            |
|  | Partidul Dezvoltării și Consolidării Moldovei | 4          |            |            |            |            |            |            |            |            |
|  | Partidul Socialiștilor din Republica Moldova  | 1          |            |            |            |            |            |            |            |            |

## Caracteristica generală a economiei
Particularitățile istorico-geografice ale dezvoltării economiei.
Satul Puhoi dispune de diverse condiții și resurse naturale, de forță de muncă, de un potențial tehnico-științific relativ înalt, necesare pentru dezvoltarea multor ramuri ale economiei și în primul rând, a celor de prelucrare a materiei prime agricole. Însă acești factori au influențat în mod diferențiat în diferite perioade asupra nivelului general de dezvoltare economică, a specializării și amplasării ramurilor economiei.
Conform unor documente din 1874 sătenii aveau în comun 1504 de desetine de pământ, iar unii moșieri dețineau și ei un număr mare de desetine: Anastasia Miliniova și Anna Tanaskaia dețineau 3250 desetine, Constantin Stoianov – 664 desetine, Bubanovskii – 380 desetine, Secidevanda – 320 desetine. În anul 1910 în satul Puhoi erau 2518 locuitori, care dispuneau de 3174 desetine de pământ. Deci față de anul 1874 numărul desetinelor care aparțineau puhoienilor a crescut de 2 ori. În acea perioadă ei cultivau grâu, orz, ovăz, porumb. Pentru asigurarea familiei cu făina locuitorii Puhoiului măcinau cerealele lor la moară. În anul 1902 în Puhoi erau 5 mori de vânt, o moară de aburi, o moară cu benzină. O altă ocupație a puhoienilor la începutul secolului XX era pomicultura. Ei cultivau diferite soiuri de mere (cele mai bune erau merele domnești), pere, prune, nuci grecești, caise, caise, cireșe, vișine. O îndeletnicire veche a puhoienilor care se practică și azi, era creșterea viței de vie și producerea vinurilor. Un mare aport la dezvoltarea producției de vin moldovenesc a contribuit politica guvernului țarist care a condiționat la creșterea cerinței față de vinurile moldovenești.
În 1958-1959  a fost construit magazinul care duce la îmbunătățirea asigurării cu mărfuri de primă necesitate. 
În 1958 a fost începută electrificarea satului ca în 1965 deja 780 case ale puhoienilor era lumină electrică. 
În anii 1960-1990 în sat au fost construite mai multe obiecte importante: clădirea școlii cu 3 etaje, 3 grădinițe de copii, casă de deservire socială, baia, farmacia, o ospătărie, 2 puncte medicale, oficiul poștal, parc pentru mașini, brutăria, ce asigură cu pâine nu numai satul Puhoi, ci și alte sate vecine. În 1977 a fost construită casa de cultură.  În pădurea din apropiere în 1967 a fost construită tabăra de odihnă „Poenița”.

### Industria
Principala ramură a industriei dezvoltată în regiune este industria alimentară.
În cadrul industriei alimentare se evidențiază industria vinicolă, industria de panificație, industria uleiurilor vegetale, industria berii, industria cărnii.
Industria vinicolă este principala subramură dezvoltată în regiune, care s-a dezvoltat pe baza fabricii de vin prezente în sat. Fabrica de vin a fost construită în anii 1965-1968 în cadrul colhozului. În această perioadă fabrica producea o mare cantitate de vin pe baza materiei prime locale. În august 2000 fabrica este privatizată de o firmă moldo-rusă și capătă denumirea de „Asconi”. Odată cu privatizarea, fabrica a fost înzestrată cu utilaje moderne, cu capacități de depozitare și condiționare a vinului, au fost create noi locuri de muncă pentru localnici. În prezent fabrica produce o gamă largă de produse vinicole dintre care se remarcă vinurile seci și cele dulci. Se prelucrează materia primă locală, dar și cea importată din satele din apropiere. În toamna anului 2006 fabrica a produs 800 tone de vin care a fost îmbuteliat și transportat pe piața mondială. Până în anul 2006 principala țară în care erau exportate vinurile era Rusia, în prezent vinurile fabricii „Asconi” sunt cunoscute într-o serie de țări ca SUA, Italia, Ungaria, Cehoslovacia, România. Vinurile „Asconi” au participat la o serie de concursuri din Moldova, România și Rusia.
Toate aceste reușite nu ar fi fost existat fără buna înțelegere care există în colectivul fabricii care este alcătuit din 200 de lucrători.
În cadrul fabricii mai este construită și o secție care produce bere, dar în mici cantități. Berea este exportată în butelii în magazinele din apropiere.
Industria morăritului este slab dezvoltată. Dacă în trecut localnicii erau nevoiți să se deplaseze în satele vecine pentru a măcina făina, în prezent în sat au fost construite 2 mori mici.
Industria de panificație este reprezentată de fabrica de pâine „Maria Guțu”. Fabrica a fost construită în anul 1972 și producea o mare cantitate de produse de panificație. În anul 2004 fabrica este privatizată de o persoană individuală. În prezent fabrica acoperă circa 80% din necesarul de pâine a satului și produce o gamă largă de paste făinoase.
În sat în anii 1994, 1999, 2000 au fost construite 3 oloinițe care prelucrează materia primă locală. Ca materie primă este folosită floarea soarelui și se obțin următoarele produse: ulei vegetal, șrotul, care este folosit în gospodăriile localnicilor sau este exportat.
Industria cărnii este reprezentată de complexul zootehnic din satul vecin Văratic. Acest complex a fost construit în 1992 de către un proprietar individual în apropiere de fostul complex zootehnic care ulterior a fost distrus. În acest complex se cresc bovine. În complex se prelucrează materia primă locală cât și cea importată din satele din apropiere. Complexul “Valul lui Traian” produce o gamă largă de mezeluri, conserve din carne și alte preparate din carne foarte cunoscute pe piața națională prin calitatea lor.

## Educație
În prezent liceul teoretic Puhoi are o capacitate de 964 locuri, anul dării în exploatare este 1967. În liceu își fac studiile mai mult de 767 elevi în 31 de clase. Cadrul didactic este compus din 43 de persoane, personalul tehnic – 23 persoane. În anul 2005 școala a câștigat un proiect la FISM  în urma căruia  școala a fost gazificată. În 2007 cu suportul USAID au fost schimbate ferestrele și în 2007-2008 în cadrul proiectului FISM 2 a fost schimbat tot sistemul de încălzire. 
Pe teritoriul satului activează trei grădinițe de copii:
- Grădinița nr.1, care este alcătuită din două edificii, primul – anul dării în exploatare 1963, cu o capacitate de 60 copii, dar în prezent frecvența este de 82 copii, al doilea – anul dării în exploatare 1982, cu o capacitate de 80 copii, ce nu activează în prezent. Clădirea dată necesită reparație capitală. Din motivul că copiii sunt plasați numai într-o clădire, grupele sunt supraîncărcate.
- Grădinița nr.2, anul dării în exploatare 1973, cu o capacitate de 80 copii, în prezent frecventează grădinița 84 copii. Necesită reparație sistemul de încălzire și reparația capitală a acoperișului.
- Grădinița nr.3, anul dării în exploatare 1964, cu o capacitate de 60 copii, în prezent este frecventată de 60 copii. E necesar de a construi un gard nou, deoarece actualul este din lemn și e putred.

O bună parte din tineretul studios pleacă să-și facă studiile universitare și postuniversitare în universitățile din Chișinău sau în universitățile din România.

## Cultură
Sfera culturii include instituțiile medicale, căminele culturale, bibliotecile, cinematografele, biserica.
La începutul secolului XX majoritatea populației era neștiutoare de carte și unicul focar de cultură și izvor de hrană spirituală era biserica. În 1813 în satul Puhoi a fost construită din lemn biserica „Sf. Nicolae”. Biserica care există astăzi a fost construia din piatră în 1883. Printre primii slujitori ai acestui lăcaș poate fi menționat cântărețul Dimitrie Olaru, care și-a început serviciul aici prin 1886. În 1904 preot al bisericii este numit Mihail Friptu, care a activat și în perioada interbelică. Un alt slujitor a fost și Vasile Turcanu care a îndeplinit funcția de cântăreț începând cu anul 1913.
În timpul puterii sovietice biserica a fost închisă, localnicii fiind nevoiți să se deplaseze în satul vecin Țipala pentru a asculta slujba. Începând cu 1987, biserica a fost deschisă din nou. Din anul 1989 slujitor al bisericii este Sârbu Alexei. În prezent biserica se află în reparație capitală care se efectuează cu ajutorul financiar al sătenilor.

### Biblioteca
Populația satului este deservită de 2 biblioteci, una amplasată în incinta școlii, cealaltă - în Casa de Cultură, care a fost construită în anul 1978, capacitatea de 500 locuri.  una pentru cititorii maturi, cealaltă pentru copii, numărul de angajați – 5 persoane, dintre care doi bibliotecari. Fondul de carte constituie 17500 lei, având în vedere cerințele crescânde ale cititorilor, fondul de carte necesită completare. Biblioteca este amplasată în sediul casei de cultură, se încălzește cu sobe.
În urma lichidării Cooperativei Agricole de Producție Puhoi, în anul 1999, clădirea Casei de Cultură, care era într-o stare deplorabilă, a fost transmisă la bilanț primăriei. În prezent se efectuează o reparație capitală a Casei de Cultură. În Casa de Cultură a existat un cinematograf, dar în prezent acesta este distrus. În prezent la Casa de Cultură sunt 6 angajați. Tot în sediul casei de cultură este organizat un club de muzică și unul de dansuri.
Rețeaua de deservire socială a populației include o gamă destul de variată de servicii: reparația mașinilor, serviciile locativ-comunale, o frizerie.

### Religie
În 1889 pe lângă biserica din sat a fost deschisă o mică școală în care făceau carte 29 de băieți. Lecțiile le preda preotul Vladimir Olariu. În 1889 învățător la școala din sat devine Pantelei Ilrtinov, iar în 1903 învățătoare devine puhoianca Eugenia Cetine. Deși în următorii ani numărul elevilor de la școală se mărea, totuși mulți copii nu frecventau școala și analfabetismul mai persista.

## Transporturile și căile de comunicație
Transporturile reprezintă una din ramurile de bază ale economiei și asigură deplasarea mărfurilor, a pasagerilor, a legăturilor de producție ș.a. Satul are un sistem de transporturi și o rețea de căi de comunicație relativ bine dezvoltate, dar care este în degradare. Satul are o poziție geografică favorabilă în partea centrală a Moldovei în apropiere de capitala țării, teritoriul fiind în apropierea multor căi de comunicație de importanță națională. 
Sistemul de transporturi este reprezentat de aproape toate tipurile principale: auto, prin conducte. Rolul principal după cantitatea de mărfuri expediate și după traficul de mărfuri îi revine transportului auto, la fel și în transportul de călători.
Transportul auto este principalul mijloc de transport din regiune. În anii ’90 ai secolului trecut parcul de automobile număra peste 200 de autoturisme, 20 de tractoare, 10 combine, 20 autocamioane. În prezent s-a micșorat numărul de tractoare, autocamioane și combine. Odată cu deschiderea hotarelor și creșterea posibilităților cetățenilor de a călători, a crescut și numărul de automobile personale, procurate din Occident, nu întotdeauna de cea mai bună calitate, care au adăugat noi probleme mediului înconjurător. În prezent fiecare a treia familie din sat are câte un autoturism.
Satul fiind așezat în văgăună, drumurile publice locale au mult de suferit din cauza ploilor, de aceea necesită reparații și o acoperire rigidă. Reparația drumurilor asfaltate se efectuează aproape în fiecare an; lungimea lor pe teritoriul satului este de 7 km. Satul este străbătut de o stradă asfaltată. La 5 km de sat este autostrada Chișinău – Tiraspol și Chișinău – Comrat.
În apropierea satului la 5 km este stația de cale ferată de la Căinari. Satul se află la 5 km de stația de cale ferată Mereni.
În apropierea satului la aproximativ 15 km se află aeroportul de la Chișinău.
Transportul fluvial nu este dezvoltat din cauza lipsei în apropiere a râurilor navigabile.
Transportul public este efectuat de 10 autocare care transportă populația sătească spre oraș.
Transportul prin conducte este alcătuit din transportul gazoducte și apeducte.
În anul 2003 a început gazificarea satului. Gazoductul vine dinspre orașul Chișinău. În prezent circa 300 de case sunt gazificate, inclusiv școala, 2 grădinițe de copii. O parte din gazoductele principale sunt trasate pe sub pământ. O parte din gospodăriile satului sunt alimentate cu apă din cele 4 fântâni arteziene existente în sat. Alimentarea cu apă a gospodăriilor s-a efectuat cu ajutorul financiar al localnicilor. 
În întregime satul este electrificat și în prezent se efectuează lucrări de renovare a rețelei de curent electric.